# Netelia chloris
Netelia chloris är en stekelart som först beskrevs av Olivier 1811.  Netelia chloris ingår i släktet Netelia och familjen brokparasitsteklar. Inga underarter finns listade i Catalogue of Life.